# Мост в Терабитию (повесть)
«Мост в Терабитию» (в другом переводе — «Мост в Теравифию») — повесть для детей, написанная Кэтрин Патерсон и опубликованная издательством HarperCollins в 1977 году. Поставлена на телевидении в 1985 году, экранизирована студией Walt Disney Pictures в 2007 году.

## История написания
Кэтрин Патерсон некоторое время жила в Такома-парке, пригороде Вашингтона, в штате Мэриленд. Именно там произошла трагедия, позже вдохновившая её на написание повести: в августе 1974 года Лайза Хилл, лучшая подруга её сына Дэвида, была убита молнией во время прогулки.
Название волшебной страны Терабитии, созданной героями повести, по признанию самой Кэтрин Патерсон, является неосознанной переделкой Теребинтии (Terebinthia) — одного из нарнийских островов в повести К.С. Льюиса «Покоритель зари», или Плавание на край света; к тому же, Нарния и книги о ней упоминаются в «Мосте в Терабитию». Однако писательница указывает, что Льюис образовал название острова от терпентинного дерева.

## Сюжет
Десятилетний Джесс Ааронс — мальчик из небогатой семьи, который живёт на ферме в крошечном городке. Мама старается держать в порядке хозяйство, а папа ездит на работу в Вашингтон, чтобы хоть как-то зарабатывать, но Джесс, у которого тоже есть свои обязанности, всё равно понимает, что они довольно бедны. Единственная его отрада в жизни — рисование, которое учителя осуждают, а папа считает бессмысленным занятием. Поэтому Джесс рисует тайком от всех, и ещё одной его тайной является скрытая любовь к доброй учительнице музыки мисс Эдмундс, которая видит в нём художественный талант и хвалит его рисунки. В школе у него друзей нет, одноклассники считают Джесса странным, а дома у него вечно занятые родители и четыре совершенно разные по характеру сестры. Две старшие презирают Джесса и, к тому же, почти всё время сваливают на него свою работу по дому. Но при этом они могут хитро извлекать отовсюду выгоду для себя, не стесняясь даже спорить с родителями. Шестилетняя Мэй Белль, хоть и практически боготворит Джесса, не всегда может его понять, и папа больше внимания уделяет ей и самой младшей сестрёнке, часто капризничающей Джойс Энн, «считая Джесса слишком большим» для проявления любви по отношению к нему. Кажется, что Джесс навсегда останется одиноким и непонятым. Но перед началом нового учебного года в соседний дом переезжает семья Бёрков — супруги с дочерью Лесли. Девочка поступает в тот же пятый класс, в который переходит и Джесс.
Джесс всё лето тренировался для того, чтобы одержать победу в беговых соревнованиях и заставить сверстников уважать себя, однако всех раз за разом обгоняет Лесли. Несмотря на это, между Джессом и Лесли постепенно завязывается крепкая дружба. По большей части, это происходит из-за того, что Лесли отличается от других ребят смелостью, нестандартным мышлением и хорошим воображением, а также из-за того, что её родители не считают нужным иметь телевизор, и над ней, не понимая, как она на самом деле умна, тоже начинают издеваться. Друзья создают в лесу рядом с домом свою страну Терабитию, попасть в которую можно, только перепрыгнув через обмелевший ручей на свисающем с дерева канате — его когда-то кто-то здесь подвесил. На другом берегу они строят «замок» и наполняют его вместе с самой Терабитией воображаемым волшебством и приключениями. Также Джесса удивляют родители Лесли: они писатели, довольно образованы и состоятельны, но предпочли жизнь в этой глуши своему предыдущему месту жительства неподалёку от Вашингтона. По словам Лесли, родители решили, что они «слишком зависят от денег и успеха», поэтому они переехали на эту ферму, чтобы ухаживать за ней и думать о настоящих ценностях. В отличие от Джесса, его папа и мама считают Бёрков «хиппи», находя их образованность и состоятельность чем-то неправильным. Дружбу единственного сына с девочкой они тоже не одобряют. Пребывая мысленно в подвластном только им королевстве, Джесс и Лесли чувствуют себя увереннее и могут противостоять невзгодам настоящего мира. Например, старшеклассница по имени Дженис задирает младших учеников, а однажды отбирает у Мэй Белль её сладости. Джесс и Лесли находят способ отомстить ей, и им это прекрасно удаётся.
На Рождество Лесли дарит Джессу набор красок, а он достаёт для неё щенка. Этого щенка друзья называют Принцем Терианом — принцем, защитником и придворным шутом Терабитии в одном лице. После праздника Лесли начинает проводить больше времени с её папой, который закончил книгу и теперь занимается домом. Без неё Джессу неуютно в Терабитии, её родителей он сторонится, но позже по приглашению Лесли помогает им обустраивать дом. Он видит по взаимоотношениям Бёрков, какой может быть семья. Для него становится неожиданностью, что взрослые тоже могут нуждаться в понимании, чувствовать радость и грусть, весело проводить время с ребёнком и хвалить его даже за мелочи. Ничего из этого Джесс никогда не испытывал — его родители всегда погружены только в работу и не особо интересуются жизнью своих детей. В конце зимы Лесли, несмотря на их былую вражду с Дженис, поддерживает её и даёт ей хороший совет, когда её подружки разбалтывают всем, что Дженис бьёт отец. На Пасху Джесс уговаривает маму взять Лесли с собой в церковь, хотя она всегда стыдилась их вечной бедности и боялась, как бы кто-нибудь на этом основании не «задрал перед ними нос». Лесли после службы неожиданно называет историю об Иисусе прекрасной, потому что люди хотели убить Его, хотя Он ничего им не сделал. Тем не менее, она не верит в подлинность Библии, чем ещё сильнее поражает Джесса и Мэй Белль: они считают, что Библия правдива, делают упор на ужасную сторону этой истории и на боль, испытанную Иисусом в наказание за грехи людей. Мэй Белль утверждает, что за неверие в Библию Бог отправит человека в ад после смерти. Лесли догадывается, что это мог внушить ей Джесс, и укоряет его — как такое может быть на самом деле, он, наверное, никогда и Библию-то не читал. Пристыженный Джесс оправдывается, что он прочёл большую часть Библии и что у них дома нет других книг. Лесли примирительно завершает разговор словами о том, что Бог наверняка не делает подобных вещей.
После Пасхи наступают весенние каникулы. Хотя уже долгое время идут дожди, Джесс и Лесли продолжают ходить в Терабитию. Во время их игр Джесс вдруг осознаёт, какой же он трусливый по сравнению с Лесли — из-за обильных осадков почти пересохший ручей разлился в бушующий поток, и Джессу было страшно перелетать через него, а Лесли делала это безо всяких видимых усилий. В середине каникул мисс Эдмундс приглашает Джесса посетить музеи Вашингтона, в частности, Национальную галерею искусства. В его отсутствие Лесли отправляется в Терабитию одна, но, когда она прыгает на канате, тот обрывается. Лесли падает и тонет, ударившись обо что-то головой. Джесс, приехав и узнав о произошедшем, очень тяжело переживает потерю, а на следующий день он вместе с папой и мамой навещает Бёрков, чтобы воздать честь погибшей подруге. Узнав, что тело Лесли решили кремировать, он окончательно осознаёт, что больше никогда её не увидит, и в слезах убегает домой, где достаёт подаренные ему Лесли на Рождество краски и бумагу и выбрасывает в ручей под оборванным концом каната. Здесь его находит папа и утешает, впервые за долгое время показывая ему свою любовь. К тому же, дома мама прибирает к рукам старших сестёр, и даже они относятся к Джессу мягко. Родители Лесли ненадолго уезжают в их прежний дом, чтобы отвезти туда её прах, и просят Джесса присмотреть за Принцем Терианом. Наутро Джесс берёт его с собой в Терабитию, перебравшись на ту сторону по большой ветке, которую прибило к берегу, и устраивает здесь прощание для умершей королевы. Затем он бежит обратно на помощь Мэй Белль — та хотела поддержать его и последовала за ним, но на середине ветки испугалась, не в состоянии сдвинуться с места. В понедельник, когда вновь начинаются уроки, классная руководительница, которую Джесс и Лесли недолюбливали, неожиданно вызывает его в коридор и выражает своё сочувствие по поводу пережитой им трагедии: она на самом деле видела, какой необыкновенной ученицей была Лесли, и понимает, каково потерять дорогого человека — когда-то у неё умер муж. Джесс чувствует, как много Лесли сделала для него, и внезапно кое-что понимает. Дружба с ней его преобразила: он из робкого, нерешительного мальчика стал отважным и целеустремлённым. Эта мысль помогает ему справиться с трагедией. В среду родители Лесли возвращаются с грузовиком и покидают эти места, не в силах здесь оставаться, а Джессу оставляют все книги, бумагу и краски дочери, объяснив, что Лесли хотела бы этого. Мистер Бёрк признаётся, что задумывался над тем, чтобы оставить ему ещё и Принца Териана, но понял, что не сможет с ним расстаться. Джесс отвечает, что Лесли бы тоже это одобрила, и напоследок просит разрешения взять доски с их заднего крыльца. В конце концов, чтобы не быть в их волшебном мире одиноким, он строит из досок мост через ручей и торжественно впускает в Терабитию Мэй Белль, которую провозглашает здесь новой королевой.

## Переводы
На русском языке повесть впервые издана в переводе Натальи Трауберг в 2003 году под названием «Мост в Теравифию». После выхода фильма 2007 года книга была переиздана под названием «Мост в Терабитию».